# Mary Moder
Pour les articles homonymes, voir Moder et Moder (homonymie).
Mary Moder, née le 28 novembre 1905 au Nebraska (États-Unis) et morte le 11 juillet 1993 à Calabasas (Californie), est une actrice américaine.
Elle a travaillé pour la Walt Disney Company pour laquelle elle a principalement été la voix off de Nif-Nif (Fiddler Pig), un des trois petits cochons.

## Biographie
Mary Moder est morte d'une crise cardiaque en 1993 à l'âge de 87 ans.

## Filmographie

### Au cinéma
- 1933 : Les Trois Petits Cochons (Three Little Pigs) : Nif-Nif (Fiddler Pig) (voix)
- 1934 : Le Grand Méchant Loup (The Big Bad Wolf) : Nif-Nif (Fiddler Pig) (voix)
- 1936 : Les Trois Petits Loups  (Three Little Wolves) : Nif-Nif (Fiddler Pig) (voix)
- 1939 : Le Cochon pratique (The Practical Pig) : Nif-Nif (Fiddler Pig) (voix)
- 1941 : The Thrifty Pig : Nif-Nif (Fiddler Pig) (voix)
- 1946 : Les Demoiselles Harvey (The Harvey Girls) : Specialty Performer
- 1951 : Le Môme boule-de-gomme  (The Lemon Drop Kid) de Sidney Lanfield : Holly Seller